# Eupithecia takao
Eupithecia takao là một loài bướm đêm trong họ Geometridae.